# Szereg Neumanna
Szereg Neumanna – szereg będący odwrotnością rezolwenty w przestrzeni unormowanej. Dla operatora {\displaystyle T\colon X\to X} na przestrzeni unormowanej {\displaystyle X} oznaczamy przez {\displaystyle T^{0}={\text{id}}} oraz {\displaystyle T^{k+1}=T^{k}\circ T} jego złożenie. Wtedy szeregiem Neumanna nazywamy szereg
{\displaystyle \sum _{k=0}^{\infty }T^{k}}
zbieżny w normie operatorowej.
Szereg nosi nazwisko Carla Neumanna, w którego pracy pojawił się po raz pierwszy w 1877 r. w kontekście teorii potencjału. Szereg Neumanna jest uogólnieniem szeregu potęgowego.

## Własności
Jeżeli {\displaystyle X} jest przestrzenią Banacha, {\displaystyle \|\cdot \|_{X}} odpowiadającą normą operatorową oraz {\displaystyle \|T\|_{X}<1}, to oznaczając przez {\displaystyle S_{n}} ciąg sum częściowych,
{\displaystyle \|S_{m}-S_{n}\|_{X}=\left\|\sum _{k=n+1}^{m}T^{k}\right\|_{X}\leqslant \sum _{k=n+1}^{m}\|T^{k}\|_{X}\leqslant \sum _{k=n+1}^{m}\|T\|_{X}^{k}\leqslant \sum _{k=n+1}^{\infty }\|T\|_{X}^{k}={\frac {\|T\|_{X}^{n+1}}{1-\|T\|_{X}}}},
dlatego {\displaystyle S_{n}} jest ciągiem Cauchy'ego, więc jest zbieżny. Ponadto, wtedy
{\displaystyle ({\text{id}}-T)S_{n}=\sum _{k=0}^{n}T^{k}-\sum _{k=1}^{n+1}T^{k}={\text{id}}-T^{n+1}},
co dąży do operatora identycznościowego, gdy {\displaystyle n\to \infty } oraz
{\displaystyle S_{n}({\text{id}}-T)=\sum _{k=0}^{n}T^{k}-\sum _{k=1}^{n+1}T^{k}={\text{id}}-T^{n+1}},
więc szereg Neumanna jest równy {\displaystyle ({\text{id}}-T)^{-1}}. W ogólności, jeśli
{\displaystyle R_{\lambda }(T)=(T-\lambda {\text{id}})^{-1}}
dla {\displaystyle \lambda \in \rho (T)} (poza spektrum {\displaystyle T}) jest rezolwentą operatora {\displaystyle T}, to szereg Neumanna
{\displaystyle \sum _{k=0}^{\infty }\lambda ^{k}T^{k}}
jest równy {\displaystyle R_{\lambda }(T)}.
Korzystając z szeregu Neumanna można wykazać przy powyższych założeniach, że
{\displaystyle \|R_{\lambda }(T)\|_{X}\leqslant \sum _{k=0}^{\infty }|\lambda |^{k}\|T\|_{X}^{k}={\frac {1}{1-|\lambda |\|T\|_{X}}}}.
Analogicznie można wykazać, że
{\displaystyle \|R_{\lambda }(T)-{\text{id}}\|_{X}\leqslant \sum _{k=1}^{\infty }|\lambda |^{k}\|T^{k}\|_{X}\leqslant {\frac {|\lambda |\|T\|_{X}}{1-|\lambda |\|T\|_{X}}}}.